# Küchenarbeitsplatte

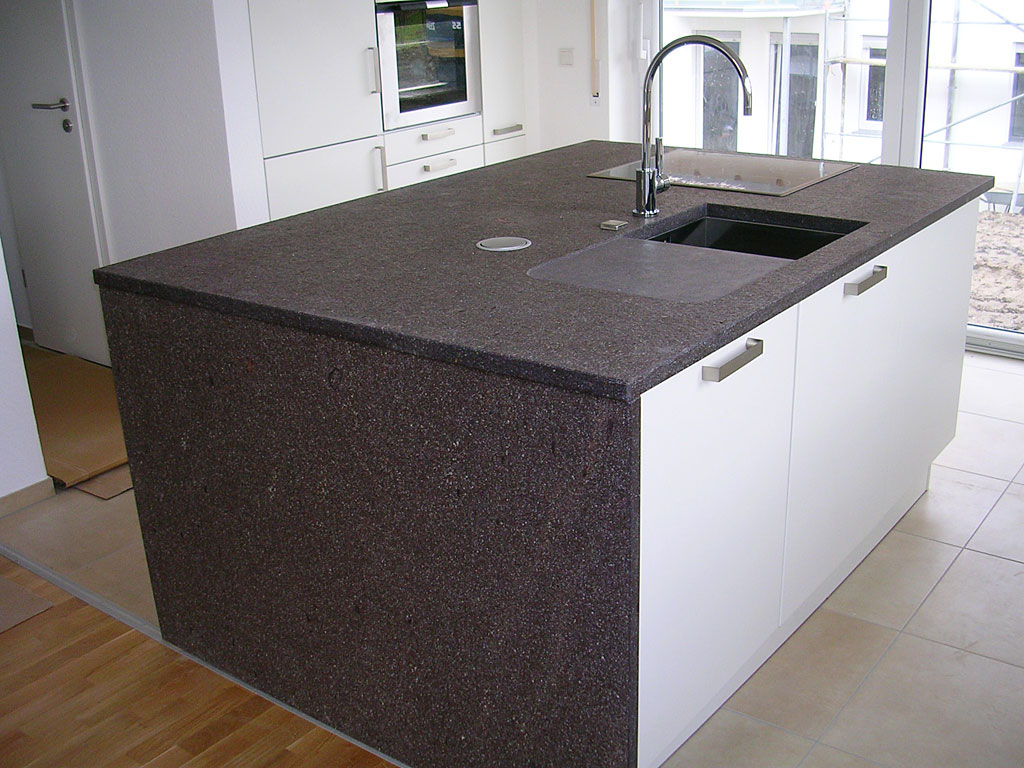
Küchenarbeitsplatte und Stirnfläche einer Kücheninsel aus einem Rhyolith, ein Hartgestein.

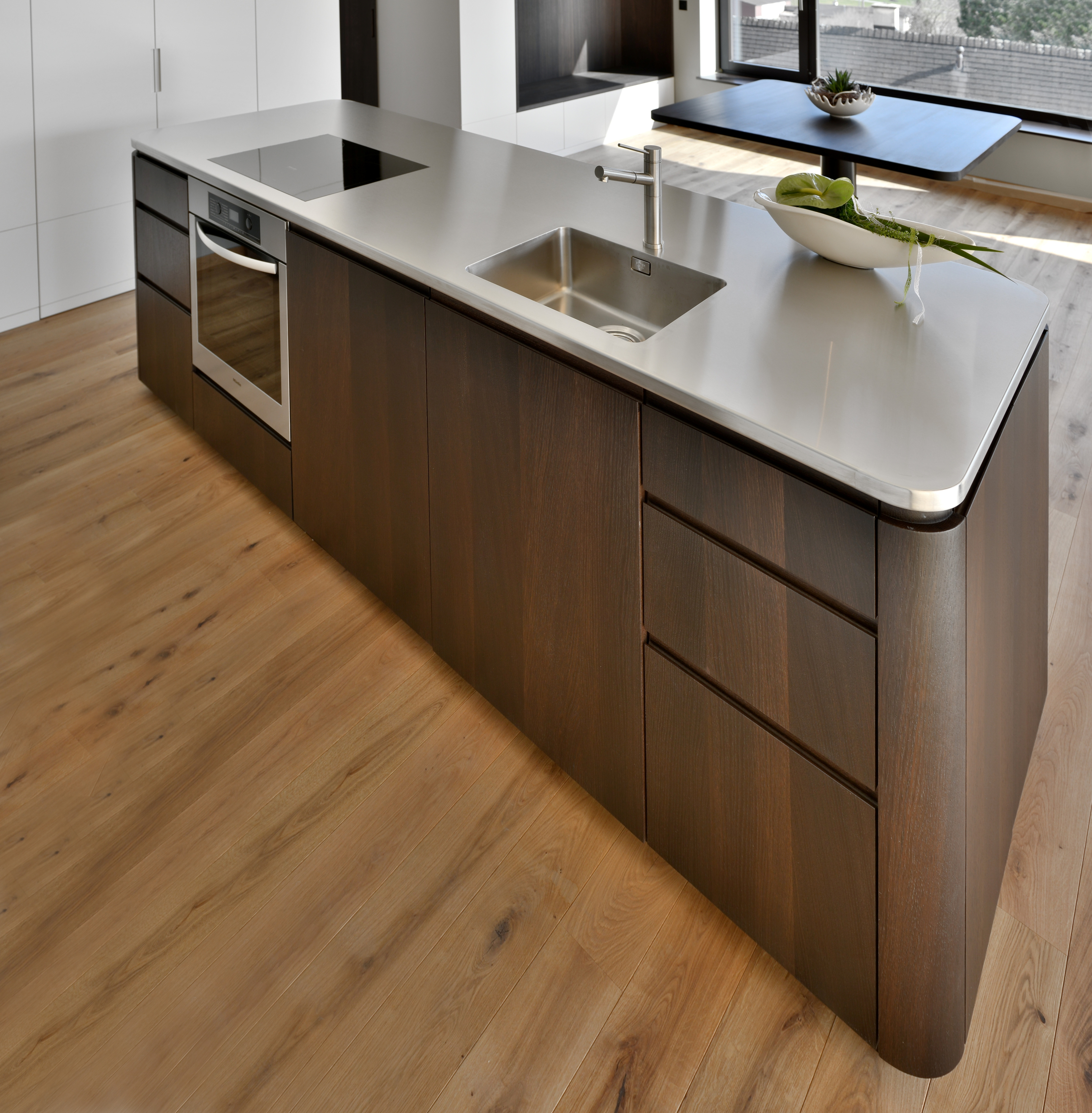
Warmgewalzte Küchenarbeitsplatte aus Chrom-Nickel-Stahl auf einer Inselküche

Küchenarbeitsplatten dienen in der Küche als Arbeits- und Abstellflächen, unter anderem zur Essensvorbereitung. Darüber hinaus prägen sie die visuelle Erscheinung einer Küche mit und sind also ein wichtiges Designelement.
Arbeitsplatten sind meist fest montiert und bilden oft zugleich den oberen waagerechten Abschluss der Unterschränke von Einbauküchen. Die Tiefe von Küchenarbeitsplatten beträgt im Haushalt rund 60 cm, in der Gastronomie auch 70, 80 und sogar 90 cm. Als Standardmaß der Arbeitshöhe wird in der Küchenplanung oft 92 cm angenommen. Je nach Körpergröße und vorgesehener Tätigkeit kann die Höhe auch zwischen 85 cm und 110 cm liegen, wobei Herde tendenziell etwas niedriger und Spülen etwas höher angeordnet werden.
Küchenarbeitsplatten lösten separat stehende Herde, Kühlschränke und andere Geräte ab wie auch die meist separat stehende Küchenarbeitsplatten ab wie auch diejenigen Arbeitsplatten, die sich rechts und links daran anschlossen. Derartige Geräte werden sie als unterbaufähige Küchengeräte unter der durchgehenden Arbeitsfläche eingeschoben. Die Unterkante der Arbeitsplatte sollte hierzu mindestens 82 cm hoch liegen. Spülen und Kochplatten werden in Ausschnitte der Arbeitsplatte eingepasst.
Typische Arbeitsplatten müssen alle 60 bis 90 cm abgestützt werden, um auf Dauer nicht durchzuhängen. Größere Stützweiten können durch Aufdoppelung der Platte erreicht werden.
Als Arbeitsplatten eignen sich Materialien, die ausreichend schlagfest sowie wasser-, hitze-, abrieb- und chemikalienbeständig sind (in erster Linie gegenüber Säuren und Laugen). Zu bevorzugen sind kratzfeste und pflegeleichte Oberflächen. Empfindliche Materialien eignen sich gegebenenfalls nach einer entsprechenden Oberflächenvergütung. Poröses Material sollte gegebenenfalls eine Imprägnierung erhalten.
In Europa und Nordamerika werden Arbeitsplatten bei Küchen im modernen Stil häufig auch vertikal verbaut. Aus Designgründen wird die Platte dabei am Rande exponierter Schrankseiten, etwa bei Inseln, nicht einfach abgeschnitten, sondern vertikal um die Ecke herumgeführt, um auch die Schrankseite vollständig zu bedecken.

## Verwendetes Material
Als dominierendes Material für Küchenarbeitsplatten gilt in Mitteleuropa Holzwerkstoff, gefolgt von Quarzstein, Naturstein und Porzellankeramik, wobei die harten Materialien (Quarzstein, Naturstein, Porzellankeramik) zunehmend Marktanteile gewinnen.

### Laminat und MDF-Platten

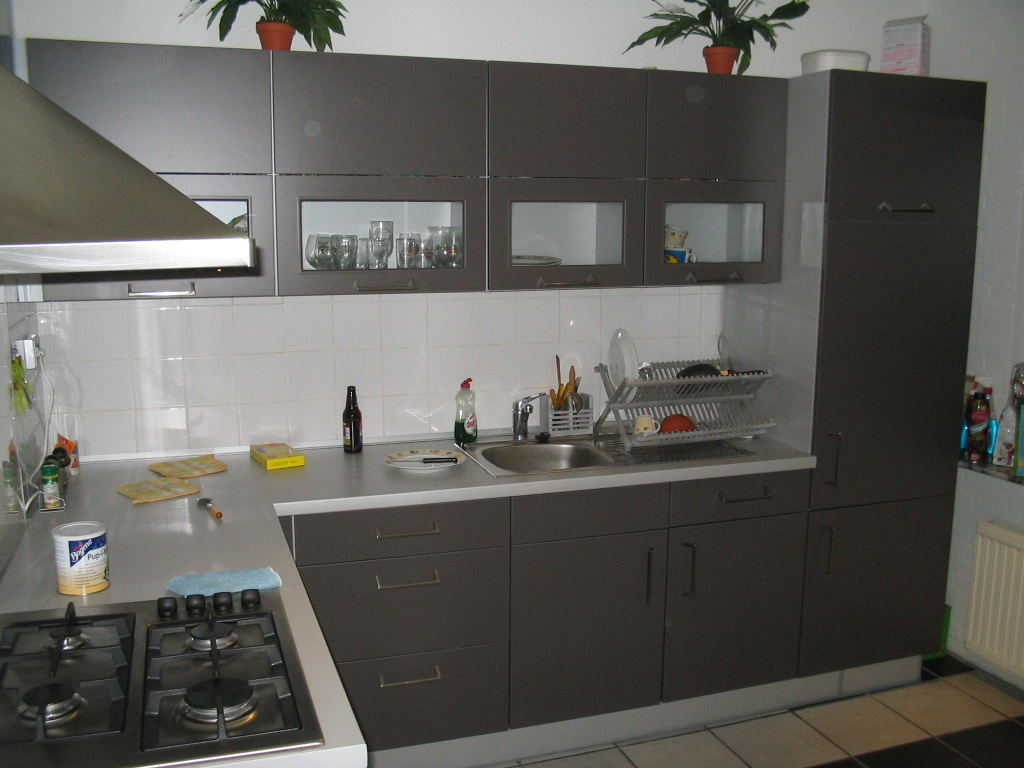
Küchenarbeitsplatte aus beschichteten Laminat

Laminate und beschichtete MDF- oder Spanplatten sind als Küchenarbeitsplatten weit verbreitet.
Sofern die Platten auf der Unterseite nicht wasser- und dampfdicht beschichtet sind, ist ein örtlicher Schutz gegen den beim Öffnen der Spülmaschine austretenden Wasserdampf vorzusehen.

#### Schichtstoff
Schichtstoffe wie HPL (High Pressure Laminate) sind dichter und kratz-, schlag- und abriebresistenter als Holzoberflächen und viele Kalksteine, werden von Metall, Keramik und Hartgestein jedoch noch deutlich übertroffen.
Sie halten kurzzeitig hohen Temperaturen (z. B. durch Zigarettenglut und heiße Topfböden) stand. Bei längerem Kontakt kann sich heißes Kochgeschirr jedoch in die Oberfläche einprägen, daher sind stets hitzebeständige Untersetzer zu verwenden.
Sie sind leicht zu pflegen und zu reinigen, hitze- und lichtbeständig sowie geruchsneutral und unempfindlich gegen Alkohol bzw. organische Lösemittel sowie die Einwirkung von Wasserdampf und Wasser.
Sie werden mit den unterschiedlichsten Dekoren und verschieden strukturierten Oberflächen angeboten. HPL-Oberflächen sind nach Bedarfsgegenständeverordnung für den Kontakt mit Lebensmitteln zugelassen.

#### Mitteldichte Holzfaserplatten (MDF-Platten) und Spanplatten
Mitteldichte Holzfaserplatten (MDF-Platten) bestehen aus fein zerfasertem, weitgehend rindenfreiem Nadelholz, welches mit einem Bindemittel zu einem in Längs- und Querrichtung gleichermaßen homogenen Holzwerkstoff verpresst wird.
Im Handel sind MDF-Platten mit Dicken von 2 mm bis 60 mm mit einer Dichte von 600 bis 1000 kg/m³ erhältlich und dienen ebenso wie Flachpressplatten (Spanplatten) als Trägermaterial für Schichtstoffe.

### Holz
Vollholzplatten werden in Privatküchen gerne als Arbeitsoberflächen eingesetzt, entweder als mobile Schneidbretter oder als durchgehende Küchenarbeitsplatten. Verwendet werden vorzugsweise Harthölzer wie Buche, Eiche, Esche, Ahorn und Birke, die heute meist als Leimholzplatten angeboten werden.
Rohe Holzoberflächen saugen Flüssigkeiten auf. Dadurch verfärben sie schnell und wölben sich bei großflächiger Aufnahme von Feuchtigkeit auf.
Sehr helle Arbeitsoberflächen, insbesondere Biertische und -theken, werden traditionell aus unbehandeltem Ahornholz hergestellt, das zudem eine relativ dichte Oberfläche aufweist. Durch die regelmäßige Behandlung mit Schmier- oder Kernseife sowie teilweise feinem Scheuersand bzw. Gesteinsmehl setzen sich die Poren zu und Verfärbungen der Oberfläche werden ausgewaschen und gebleicht. Werden rohe Küchenarbeitsplatten lediglich geseift, so sollten die Seifenlauge zu Beginn bis zu zehn Mal aufgetragen und eingearbeitet werden. Später genügt die wöchentliche Reinigung mit Seife. So behandelte Arbeitsplatten verfärben sich beim Kontakt mit Fett und Stoffen wie Rotwein und Roter Beete. Durch die Seife ist die Verfärbung jedoch weniger ausgeprägt als bei unbehandeltem Holz, lässt sich teilweise auswaschen und bleicht schließlich nach einiger Zeit wieder aus.
Stark belastete Arbeitsoberflächen werden traditionell mit Leinölfirnis oder anderen Holzölen imprägniert. Öle festigen die Holzoberfläche in gewissem Maß und verhindern zuverlässig das Eindringen von Feuchtigkeit, sofern sie in die Oberfläche einziehen konnten. Zur Auffrischung und Entfernung von fettigen Flecken genügt ein gelegentliches Überwischen mit Öl. Harzhaltige Öle können unter Umständen einen besseren Oberflächenschutz bieten. Wachse bilden noch einen zusätzlichen Belag auf der Oberfläche, müssen aber von Zeit zu Zeit neu aufgetragen werden.
Lacke schützen die Holzoberfläche zunächst gut, haben aber eine begrenzte Lebensdauer auf stark genutzten Arbeitsoberflächen. Wird die Lackschicht beschädigt, kann Feuchtigkeit eindringen und den Lack unterwandern.
Wasserarmaturen und häufig genutzte Spülbecken sollten nicht unmittelbar in eine Holzarbeitsplatte eingesetzt werden, da stehendes Wasser unabhängig von der Oberflächenbehandlung auf Dauer immer zum Quellen, zur Verfärbung und Schädigung von Holzoberflächen führt. Häufig reicht ein 10 cm breiter Streifen aus wasserfestem Material rund um Spüle und Armatur, um eine angrenzende Holzoberfläche vor schädlicher Durchfeuchtung zu schützen.
Wird eine Spüle unmittelbar in eine hölzerne Arbeitsplatte eingelassen, so ist Sorge zu tragen, dass das Wasser keinesfalls zwischen dem Spülenrand und der Holzoberfläche eindringen kann. Das Holz ist möglichst trocken zu halten und die Imprägnierung ist regelmäßig aufzufrischen.
Über einer Spülmaschine montierte Arbeitsplatten aus Holz sollten unterseitig vor dem Wasserdampf geschützt werden, der beim Öffnen aus der Maschine tritt. Hierzu kann ein rund 10 cm breiter Blechstreifen auf dem Holz befestigt werden. Alternativ können Aluminiumklebeband oder andere Klebebänder verwendet werden, die gegenüber heißem Wasserdampf beständig sind.

### Naturstein

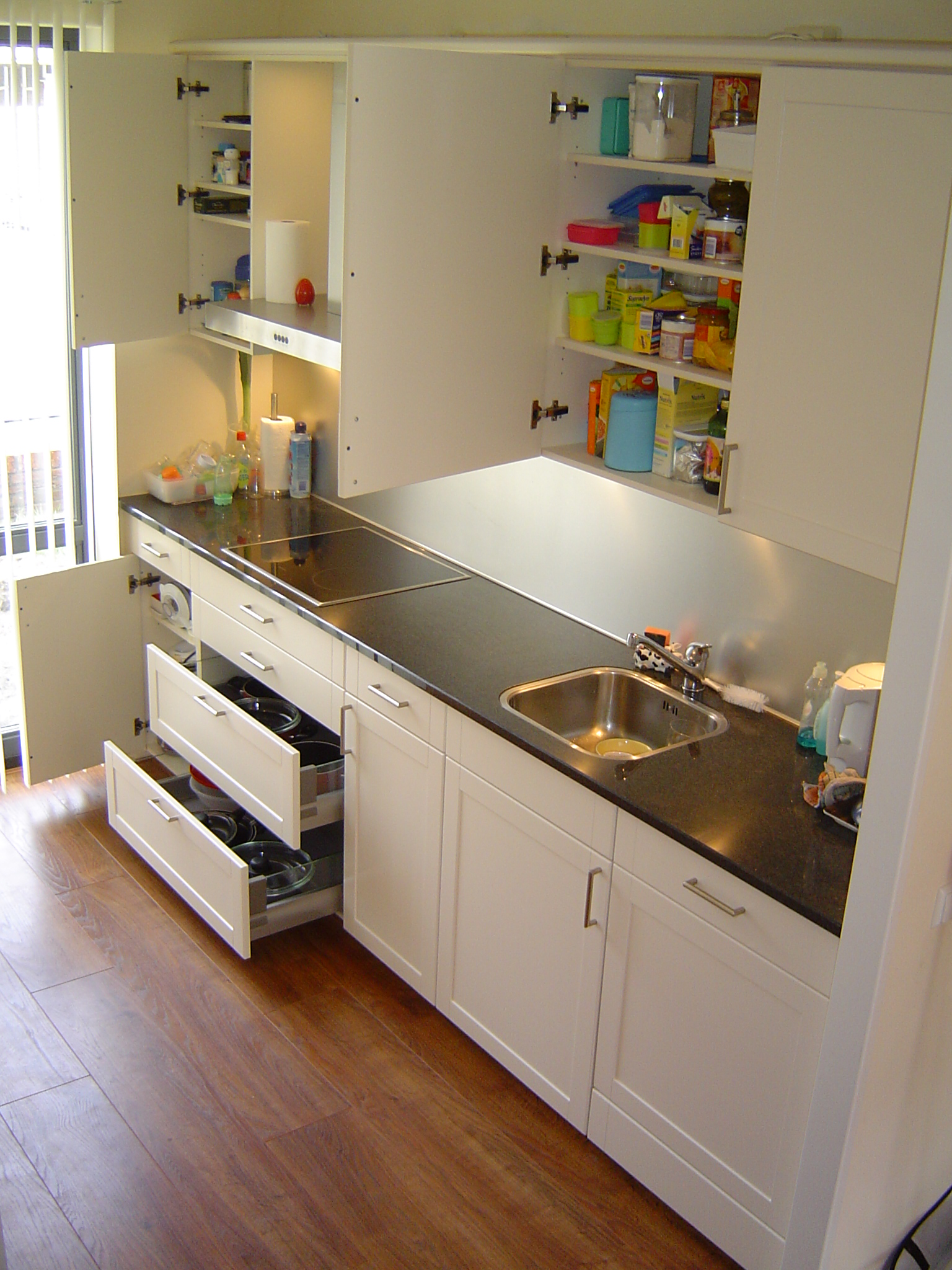
Küchenzeile mit Naturstein-Küchenarbeitsplatte aus Impala

Natursteine werden häufig mit polierter Oberfläche als Küchenarbeitsplatte eingesetzt. Alternativ können satinierte (gebürstete), geflammte oder gespaltene Oberflächen verwendet werden, die matt sind (siehe Werksteinoberflächen).
Natursteine werden ebenso als Boden- und Wandbeläge eingesetzt.
Insbesondere Schiefer, Granite, Gabbros, Gneise, Quarzite und Specksteine sind in der Regel unempfindlich gegen Hitze, Nässe und chemische Aggressorien, sofern eine fachgerechte Auswahl getroffen wird.
Bestimmte Granite, Basalte, Basanite und die meisten Sandsteine sind porös, so dass sich bei Kontakt mit Fett und färbenden Flüssigkeiten Flecken bilden können.
Zum Reinigen von polierten Oberflächen werden spezielle Pflegemittel und Mikrofasertücher angeboten.

#### Hartgesteine - Granite, Gabbros, Gneise, Quarzite
Hartgesteine sind leicht zu pflegen und zu reinigen, hitze- und lichtbeständig sowie geruchsneutral und unempfindlich gegen Reinigungsmittel, Alkohol, Lösemittel sowie die Einwirkung von Wasserdampf und Wasser. Steinoberflächen von Hartgesteinen sind gegenüber den normalerweise in den Küchen eingesetzten Küchengeräten kratzfest. Hartgesteine sind in unterschiedlichsten Farben, Textur und Haptik auswählbar.
Granite, die ein körniges Gefüge haben, gibt es in nahezu allen Farben (außer Blau: das ist extrem selten und sehr preisintensiv und Schwarz). Sie zählen zu den dichtesten Steinen mit geringer Wasseraufnahme.
Werden dunkle Oberflächen bevorzugt, können die dunklen Gabbros, sogenannte „schwarze Granite“ gewählt werden, die granitähnliche Eigenschaften haben.
Gneise bieten buntere, hellere Farben.
Quarzite zählen zu den härtesten Gesteinsfamilien überhaupt. Sie weisen eine hohe Kratzfestigkeit und nehmen nahezu kein Wasser auf.

#### Weitere Natursteine

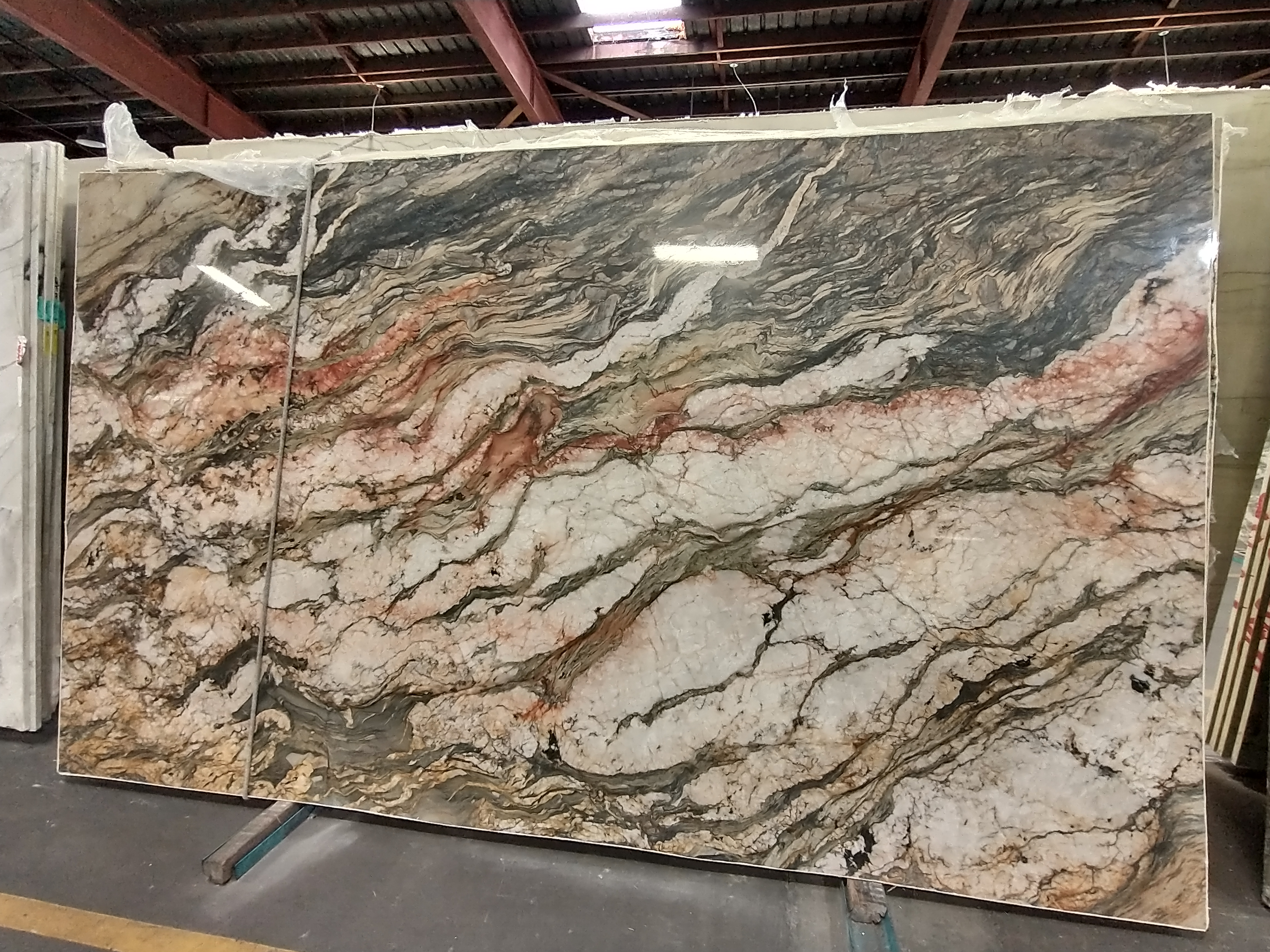
Abbildung einer Rohplatte eines exotischen Natursteins für Arbeitsplatten

Andere Gesteine werden in Deutschland seltener verwendet. Mitunter kommen harte und dichte Sandsteine (z. B. Ruhrsandstein) zum Einsatz.
Kalksteine wie Marmore werden zudem von Säuren (etwa Zitronensäure, Essigsäure und Fruchtsäuren) angegriffen, so dass bei häufigem Kontakt eine polierte Oberfläche matter erscheint und gegebenenfalls weitere Veränderungen an der Oberfläche eintreten können.
In südlichen Ländern wie in Italien werden häufig Küchenarbeitsplatten etwa aus Carrara-Marmor eingesetzt. Matte Oberflächen und eine leichte Fleckigkeit durch den Kontakt mit Fetten wird dabei gegebenenfalls in Kauf genommen. Fettflecken können durch eine Imprägnierung vermindert werden und verblassen auch im Laufe der Zeit. Alternativ kann die Oberfläche präventiv eingeölt oder -gefettet werden. In Pizzerien und im Konditorengewerbe kommen häufig Arbeitstische aus Carrara-Marmor zum Einsatz. Hier werden kaum Zutaten verwendet, die den Marmor verfärben können, und der Naturstein hält Teig und butterhaltige Massen kühl.
Speckstein wird in Ländern wie den USA traditionell häufig zur Fertigung von Spülbecken und Arbeitsflächen von Küchen und Laboren eingesetzt. Speckstein ist dicht und unempfindlich gegenüber Fetten, Säuren, Laugen und Verfärbungen. Eingesetzt werden härtere Gesteine als zur Bildhauerei. Dennoch auftretende Kratzer gleichen sich in häufig benutzten Oberflächen mit der Zeit von selber aus oder können durch Schleifen der Oberfläche beseitigt werden.
Insbesondere an den Kanten können Abstoßungen und Kratzer auftreten, die von Steinmetzen herausgeschliffen werden können. Polierte Steinoberflächen können mit Mikrofasertüchern gereinigt werden.

### Quarzkomposit
Arbeitsplatten aus Quarzkomposit, einem Kunststein, werden aus Quarzgranulat, Farbpigmenten und synthetischem Harz in einem speziellen Vakuum- und Vibrationsprozess unter hohem Druck verpresst. Sie können mit unterschiedlichen Farben und mit schillernden und glitzernden Bestandteilen an der Oberfläche hergestellt werden und sind massive Platten, die wie Naturstein bearbeitet werden (siehe oben). Diese Arbeitsplatten können in beliebigen Farben individuell hergestellt werden. Glitzernde Effekte von Mineralen, die vergleichsweise in bestimmten Natursteinen (z. B. Spektrolit, Star Galaxy) vorkommen, können eingemischt werden.
Neuerdings werden antibakteriell ausgerüstete Quarzwerkstoff-Küchenarbeitsplatten angeboten, die den Stoff Triclosan enthalten. Nach einer Untersuchung einer Gruppe von US-Forschern „könnte Triclosan schädlicher sein, als bislang bekannt war“.

### Mineralwerkstoff
Die Arbeitsplatten, die als Mineralwerkstoffe hergestellt und bezeichnet werden, bestehen aus einer mineralischen Komponente (Aluminiumhydroxid) und einem Acrylat oder Polyesterharz, die in industriechemischen Verfahren als Platten in einer Stärke von etwas mehr als einem bis drei Millimeter oder in voller Plattenstärke hergestellt werden. Im Grunde handelt es sich um Verbundwerkstoffe, die andere Materialien beschichten. Mineralwerkstoffe werden im Stärkebereich von 1 bis 3 mm direkt auf das Trägermaterial (meist Spanplatte) aufgebracht, im Stärkebereich 6–24 mm wird je nach Anwendung ein Trägermaterial (Spanplatte, MDF …) nachträglich untergebaut. Im höheren Stärkebereich (18–24 mm) wird gar kein Trägermaterial benötigt. Sie sind chemisch recht beständig und können mit der Technologie einer Hartholzbearbeitung bearbeitet werden. Diese Arbeitsplatten sind haptisch wärmer und weicher als Steinplatten oder Stahl und beständiger als Holz. Im Küchenbereich ist zu beachten, dass die Hitzebeständigkeit nach Herstellerangaben nur bis 180° reicht, daher ist ggf. mit Untersetzern zu arbeiten.
Mineralwerkstoffe sind homogen durchgefärbt, haben eine porenfreie Oberfläche und sind dementsprechend nachschleifbar und revitalisierbar. Außerdem ist eine recht hohe Chemikalienresistenz gegeben, was den Mineralstoff für die Anwendung in Küche, Bad und Labor ideal macht.

### Rostfreier Edelstahl

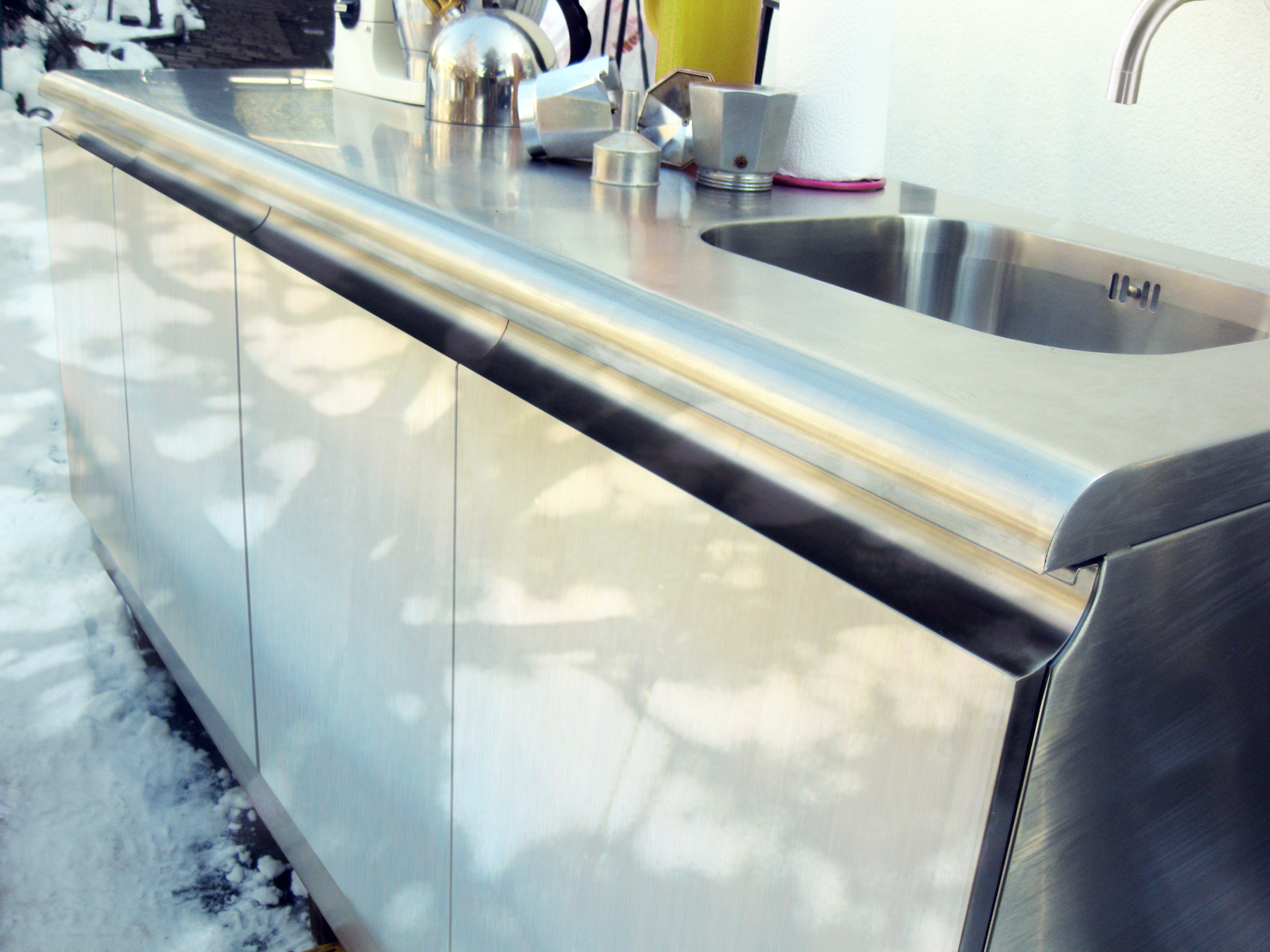
Arbeitsplatte aus rostfreiem Stahl mit fugenlos eingeschweißter Spüle

Rostfreier Stahl, Chrom-Nickel-Stahl (Handelsnamen auch: Cromargan oder Nirosta) ist lebensmittelbeständig, kratz- und hitzebeständig und wird mit unterschiedlichen Oberflächenstrukturen geliefert, etwa mit Waben- oder Karo-Prägung. Aus Gründen der Robustheit und Hygiene sind Edelstahloberflächen der Standard in gewerblich genutzten Küchen, wenngleich gewöhnlich nur niedrige Qualitäten verwendet werden. Arbeitsplatten aus Edelstahl werden aus Stabilitätsgründen mit einer Trägerplatte, in der Regel aus einem Holzwerkstoff, verklebt.
In privaten Küchen sind Arbeitsplatten aus rostfreiem Stahl eher im gehobenen Segment zu finden.
Edelstahl ist unempfindlich. Kratzer können herausgeschliffen, eine matte Oberfläche kann nachpoliert werden.
Zur Reinigung werden Microfasertücher und spezielle Inox-Reinigungsmittel angeboten.
Gegen elektrischen Schlag durch Fehlerspannung werden Arbeitsplatten aus Stahl häufig geerdet.

### Beton
Zur Herstellung von Betonwerksteinplatten wird der Beton flüssig angemischt, gegebenenfalls eingefärbt und in eine Schalung gegossen.
Um Verfärbungen, Schäden durch den Kontakt mit Säuren und Fetten sowie das Eindringen von Flüssigkeiten zu vermeiden, wird die Mischung entweder mit einem erhöhten Kunstharzanteil versehen oder das fertige Werkstück wird durch Öle oder eine andere Art der Imprägnierung geschützt.
Zum Schließen der oberflächlichen Poren können die Sichtoberflächen mit Hartwachs behandelt werden, welches auch einen matten Glanz hervorruft.
Beton ist hitzebeständig. Die Ecken und Kanten einer Beton-Küchenplatte sollten angefast oder abgerundet sein, um nicht durch Schlagbelastung abzuplatzen.

### Keramik
Arbeitsplatten aus Keramik und keramischen Mischmaterialien werden in Dicken ab 3 mm verwendet und mit einem Trägermaterial verbunden. Keramikplatten in Stärken von 10, 12 oder 20 mm können ohne Trägermaterial auskommen. Es gibt Keramik-Arbeitsplatten in unterschiedlichen Farben und mit Oberflächengestaltungen (rau, poliert, matt, strukturiert). Hochgebrannte Keramik ist auch für den Außenbereich geeignet. Die Oberflächen sind sehr kratz- und säurebeständig.
Keramik zeichnet sich durch eine hohe Hitzebeständigkeit aus. Die Flüssigkeitsaufnahme von (Fein-)Steinzeug ist sehr gering. Die Kanten der spröden Materials sind jedoch schlag- und stoßempfindlich. Beim Brennprozess bei ca. 1200 Grad Celsius können produktionsbedingt leichte, kaum sichtbare Unebenheiten entstehen. Keramik-Arbeitsplatten können mit gängigen Lösungs-, Desinfektions- und Reinigungsmitteln gesäubert werden.
Mosaikfliesen werden vorzugsweise auf eine Zementbauplatte geklebt. Alternativ können wasserfeste Estrichplatten oder auch imprägnierte und mit einer Flüssigdichtung versehene Grobspanplatten verwendet werden.

#### Porzellankeramik

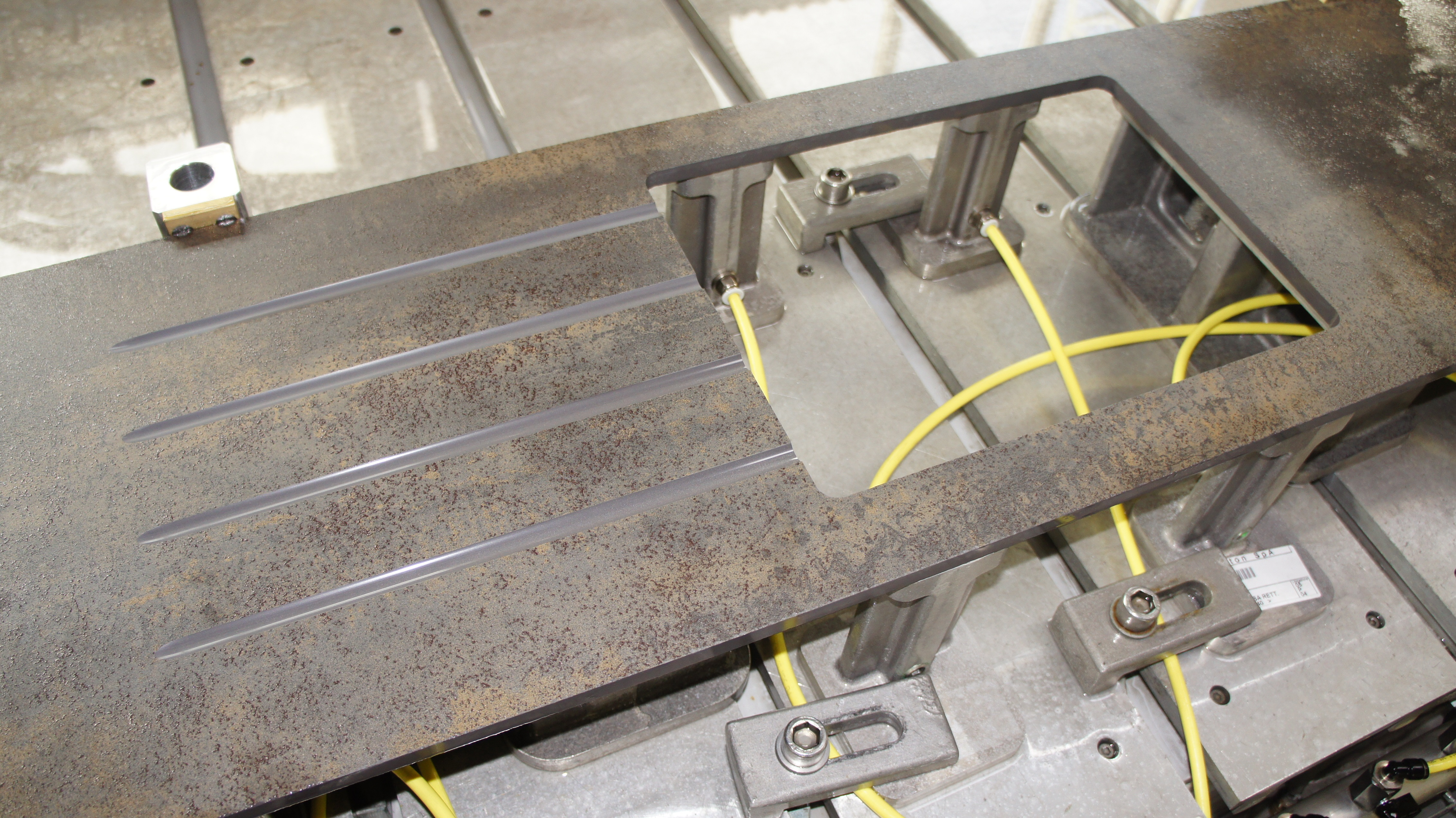
Eine 12 mm starke Küchenarbeitsplatte aus Porzellankeramik mit eingefrästen Wasserablaufrillen und Aussparung für das Spülbecken.

Porzellankeramik wird als Küchenarbeitsplatten und Waschtisch in Bädern auch im Innenausbau, des Weiteren im Bauwesen, Möbel- und Schiffbau sowie im Medizinbereich verwendet. Porzellankeramik setzt sich aus mineralischen Stoffen wie Tonminerale (vor allem Kaolin), Feldspat und Quarzsand zusammen. Die Rohplatten werden in Elektroöfen gebrannt, nachdem sie vorher getrocknet und mit hohem Druck in Form gepresst wurden. Wegen seines hohen Härtegrads ist Porzellankeramik kratzfest, hydrophob und feuerfest. Es widersteht organischen und anorganischen Lösungs-, Desinfektions- und Reinigungsmitteln sowie Chemikalien (außer Flusssäure). Porzellankeramik ist des weiteren UV-beständig und verliert seine Farbe nicht. Sein spezifisches Gewicht ist gering; es ist leichter als Aluminium.

#### Glaskeramik
Bei den glaskeramischen Küchenplatten, die im Handel als Glasplatten bezeichnet werden, handelt es sich um ein bruchsicheres, hitzebeständiges und kratzfestes Material. Verwendet wird dieses Material in Küchen bereits seit langem für die Kochfelder. In Glaskeramik dringt keine Flüssigkeit ein. Mit einem speziellen Siebdruckverfahren können die Unterseiten der Küchenarbeitsplatten mit Druckmotiven beliebig gestaltet werden. Glaskeramik wird in unterschiedlichen Materialstärken hergestellt.

## Ökologische Aspekte
Arbeitsplatten aus geöltem Holz lassen sich am nachhaltigsten und unter dem geringsten Energieverbrauch herstellen. Werden Arbeitsplatten aus Naturholz nicht mehr als solche benötigt, können sie als Holzwerkstoffplatte vielfältig weiter verwendet werden. 
Bei Naturstein hängt die Nachhaltigkeit auch von der Länge des Transportwegs ab. 
Zur Herstellung von Beton, Keramik, Edelstahl, Glaskeramik, Porzellankeramik sowie Glas sind Prozesse mit hohen Temperaturen und erhöhtem Energieaufwand erforderlich.
Beschichtete Arbeitsplatten aus Spanplatte können Schadstoffe wie Formaldehyd enthalten, die ausgasen können.
Massivholz, Naturstein, Beton und Keramik können umweltschonend entsorgt werden. Naturstein, Keramik und Beton werden auf Bauschuttdeponien entsorgt. Die Annahme auf Deponien ist kostenpflichtig. Diese Stoffe erzeugen bei der Entsorgung keine Emissionen.
Glaskeramik wird teilweise auf Recyclinghöfen zum Glasrecycling angenommen.
Edelstahlspülen und -arbeitsflächen sind leicht und unverwüstlich und lassen sich fast unendlich oft demontieren und weiterverwenden. Auch das Recycling des Materials ist problemlos möglich.

### Wiederverwendbarkeit
Küchenarbeitsplatten mit Ausschnitten für Spülen oder Herd lassen sich weniger einfach wiederverwenden als durchgehende Arbeitsplatten. Wenn der Spülen-Ausschnitt in Querrichtung der Platte halbwegs symmetrisch angebracht wurde, kann die Platte auch seitenverkehrt montiert werden kann. In seltenen Fällen sind sowohl Ober- wie auch Unterseite der Arbeitsplatte als Sichtseite ausgebildet, so dass die Platte dann auch umgedreht werden kann.
Arbeitsplatten aus Massivholz können vom Tischler in der Regel vor Ort an die Situation in einer neuen Küche angepasst werden. Bei Arbeitsplatten aus Schichtstoff sowie bei Naturstein und Kompositmaterialien ist die Anpassung meist nur in der Werkstatt des jeweiligen Fachbetriebs möglich.
2022 stellte das österreichische Unternehmen Strasser Steine den Re-Stoning-Prozess vor, der das weltweit erste Kreislaufsystem für Natursteinarbeitsplatten gewährleistet und mit dem alte Arbeitsplatten zu 100 Prozent recycelt werden können. Dafür werden sie zuerst nach Farbe sortiert, dann zerkleinert und in Kombination mit Recyclingmaterial für die Produktion von neuen Küchenarbeitsplatten verwendet. Das Ausgangsmaterial für neue Platten besteht zu 40 Prozent aus zerkleinertem Naturstein, zu 50 Prozent aus Rezyklat und zu zehn Prozent aus einem Bindemittel. Damit können beispielsweise Abschnitte aus der Produktion wiederverwertet werden und Endkunden nicht mehr benötigte Natursteinarbeitsplatten über den Händler zurückgeben.